# القابلة (وشحة)

تعديل مصدري - تعديل

القابلة هي إحدى قرى عزلة ضاعن بمديرية وشحة التابعة لمحافظة حجة، بلغ تعداد سكانها 90 نسمة حسب تعداد اليمن لعام 2004.